# STS-45
STS-45 byla mise raketoplánu Atlantis americké NASA v roce 1992. Hlavním užitečným zařízením byla atmosférická laboratoř Atlas-1 (Atmospheric Laboratory for Applications and Science).

## Posádka
- Charles F. Bolden (3), velitel
- Brian Duffy (1), pilot
- Kathryn D. Sullivanová (3), velitel užitečného zatížení
- David C. Leestma (3), letový specialista
- Colin Michael Foale (1), letový specialista
- Byron K. Lichtenberg (2), specialista pro užitečné zatížení
- Dirk D. Frimout (1), specialista pro užitečné zatížení

(v závorkách je uveden dosavadní počet letů do vesmíru včetně této mise)

## Problémy se startem
Start raketoplánu byl naplánovaný na 23. března, byl ale odložen o jeden den. Při plnění nádrže kapalným vodíkem byla zjištěna zvýšená koncentrace vodíku v motorovém prostoru. Pozemní technický tým při hledání závady zjistil, že problém byl u těsnění mezi družicovým stupněm a vnější nádrží (ET). Netěsnost vznikla kvůli rozdílným teplotám. Jakmile se teploty kolem těsnění vyrovnaly, koncentrace vodíku se dostala do normálních hodnot. Start byl přeplánován na 24. března.

## Hlavní úkoly mise
Nejdůležitějším zařízením na palubě v nákladovém prostoru byla atmosférická laboratoř ATLAS-1. Laboratoř byla vybavena dvanácti přístroji dodanými ze Spojených států, Francie, Německa, Belgie, Švýcarska, Nizozemska a Japonska na studium chemických vlastností atmosféry, slunečního záření, fyzikálních vlastností kosmického plazmatu a pokusy s ultrafialovou astronomií.

### Laboratoř ATLAS
Přístroje v laboratoři ATLAS-1 byly:
- infračervený spektrometr (Atmospheric Trace Molecule Spectroscopy – ATMOS)
- belgický infračervený spektrometr Grille
- mikrovlnný detektor (Millimeter Wave Atmospheric Sounder – MAS)
- spektroskopická laboratoř (Imaging Spectrometric Observatory – ISO)
- ultrafialový přístroj (Atmospheric Lyman-Alpha Emissions – ALAE)
- kamera pro studium plazmatu (Atmospheric Emissions Photometric Imager – AEPI)
- urychlovač elektronů (Space Experiments with Particle Accelerators – SEPAC)
- radiometr s aktivní dutinou (Active Cavity Radiometer -ACR)
- zařízení pro měření sluneční konstanty (Measurement of Solar Constant – SOLCON)
- spektrometr (Solar Spectrum – SOLSPEC)
- sluneční ultrafialový monitor intenzity záření (Solar Ultraviolet Spectral Irradiance Monitor – SUSIM)
- ultrafialový dalekohled (Far Ultraviolet Space Telescope – FAUST)

Mimo laboratoř ATLAS-1 byl na palubě raketoplánu ještě ultrafialový spektrometr (SSBUV) a několik dalších experimentů.